# Sara Berger

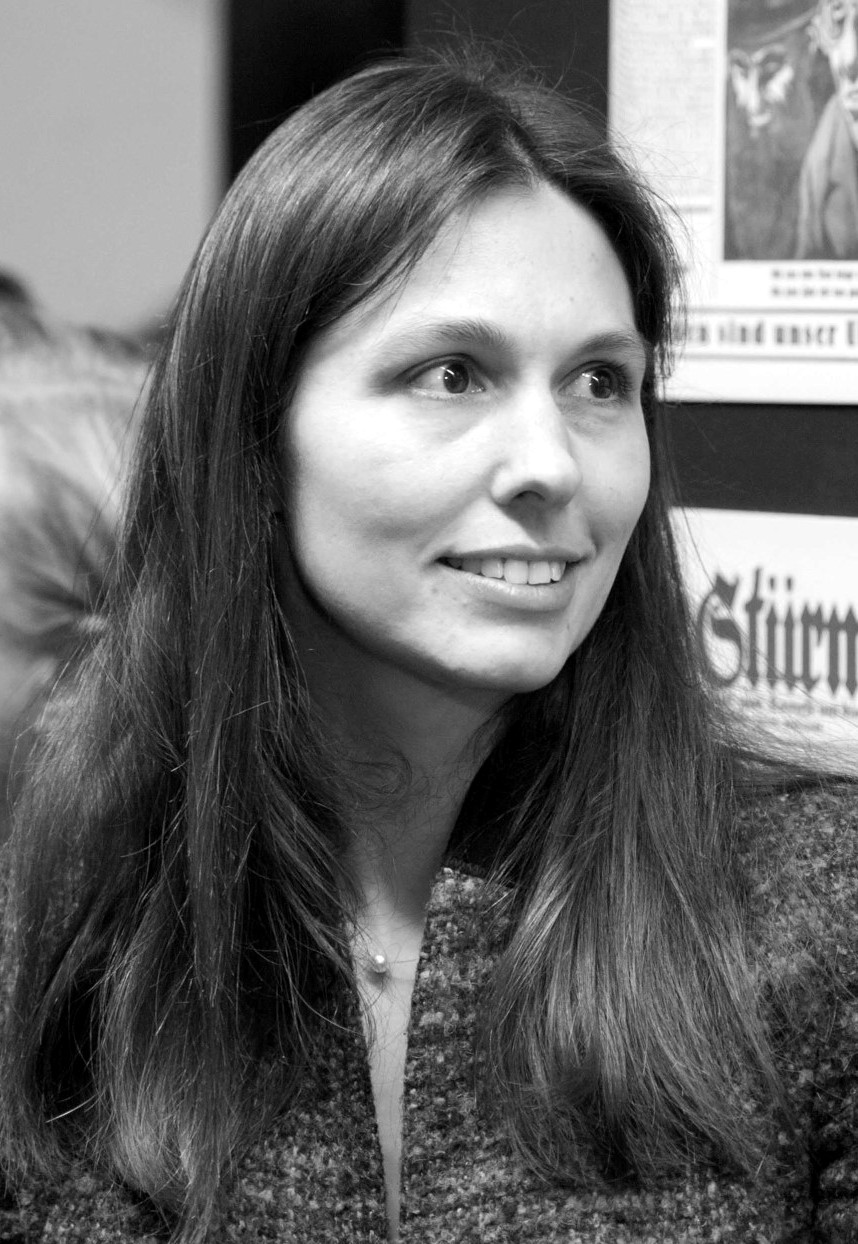
La storica Sara Berger

Sara Berger (Bochum, 5 novembre 1978) è una storica tedesca specializzata nella storia dei campi di sterminio nella Polonia occupata e della persecuzione nazista in Italia.

## Biografia
Laureata in storia, psicologia sociale e letteratura italiana alla Ruhr-Universität di Bochum, nel 2011 consegue il dottorato di ricerca con la tesi sull’organizzazione e il sistema persecutorio nei campi di sterminio dal titolo Das T4-Reinhardt-Netzwerk und der Massenmord. Täter und Organisation der Vernichtungslager Belzec, Sobibor und Treblinka, da cui nel 2012 riceve il premio Wilhelm Hollenberg della Ruhr-Universität Bochum.

Nel 2013 viene pubblicato il saggio Experten der Vernichtung che nel 2015 è stato premiato con il Sybil Halpern Milton Memorial Book Prize  dalla German Studies Association.

Già dal 2009 sino al 2020, è stata ricercatrice alla Fondazione Museo della Shoah di Roma, in collaborazione con lo storico Marcello Pezzetti, annoverato tra i massimi studiosi della Shoah, ha ideato, progettato e organizzato mostre temporanee e permanenti allestite al Vittoriano e presso la Casina dei Vallati, tra cui le più importanti su Auschwitz, i ghetti in Polonia, la persecuzione degli ebrei in Italia e in Europa dal 1938 al 1943, nonché i rapporti diplomatici dall'Italia sulla persecuzione.

Dal 2012 al 2017 ha lavorato al progetto editoriale Die Verfolgung und Ermordung der europäischen Juden durch das nationalsozialistische Deutschland 1933–1945 (La persecuzione e l'assassinio degli ebrei europei da parte della Germania nazista 1933-1945), precisamente alla sottosezione Italia nel volume 14 Besetztes Südosteuropa und Italien (L'Europa sudorientale occupata e l'Italia).

Tra il 2018 e il 2020 ha sviluppato ricerche sull’aiuto offerto dalla popolazione italiana agli ebrei perseguitati in Italia per l’esposizione del Memoriale per gli ebrei assassinati d'Europa Stille Helden (Eroi silenziosi) di Berlino, inaugurata nel 2020. Sempre per il memoriale berlinese ha pubblicato il catalogo dedicato all’Italia, dal titolo: Ich gebe zu, dass mir manchmal die Hände zitterten (Non nascondo che in taluni casi mi tremavano le vene e i polsi). Dal 2020 inoltre, è ricercatrice associata presso il Fritz Bauer Institut e responsabile delle mostre dell'istituto. Dall'aprile 2023 è anche borsista della Fondazione Alfred Landecker di Berlino sul tema: Der Holocaust auf Tonband. Aufnahmen von Gerichtsprozessen zur »Aktion Reinhardt« in West- und Ostdeutschland, ovvero L'Olocausto su nastro. Registrazioni di casi giudiziari su "Aktion Reinhardt" nella Germania occidentale e orientale.

## Pubblicazioni
Diverse le proprie pubblicazioni e varie le collaborazioni della Berger con le opere di altri storici. Il Fritz Bauer Institut propone un elenco dettagliato di queste fino a marzo 2023: Veröffentlichungen Dr. Sara Berger - Stand: März 2023

### Pubblicazioni in Italiano
- Sara Berger con Marcello Pezzetti, Dall'Italia ad Auschwitz, Roma, Gangemi, 2021, ISBN 978-88-492-4020-7.
- Sara Berger e Marcello Pezzetti, Solo il dovere oltre il dovere. La diplomazia italiana di fronte alla persecuzione degli ebrei 1938-1943, Roma, Gangemi editore SpA international, 2019, ISBN 978-88-4923-708-5.
- Sara Bergen con Marcello Pezzetti, 1938 - Vite Spezzate, Roma, Gangemi Editore International, 2018, ISBN 978-88-492-3608-8.
- Sara Berger con Marcello Pezzetti, La razza nemica - La propaganda antisemita nazista e fascista, Roma, Gangemi Editore, 2017, ISBN 978-88-492-3374-2.
- Sara Berger e Marcello Pezzetti, 1938: la storia, Roma, Gangemi editore SpA international, 2017, ISBN 978-88-4923-527-2.
- Sara Berger e altri 11 scrittori, I signori del terrore polizia nazista e persecuzione antiebraica in Italia (1943-1945), Verona, Cierre edizioni, 2016, ISBN 978-88-8314-799-9.[13]
- Sara Berger e Marcello Pezzetti, 16 ottobre 1943. La razzia degli ebrei di Roma, Roma, Gangemi editore, 2013, ISBN 978-88-492-3317-9.
- Sara Berger, Marcello Pezzetti e Bruno Vespa, I ghetti nazisti, Roma, Gangemi editore, 2012, ISBN 978-88-492-2311-8.

### Pubblicazioni in tedesco (selezione)
- Ich gebe zu, dass mir manchmal die Hände zitterten. Hilfe für verfolgte Juden in Italien 1943 bis 1945. Lukas Verlag, Berlin 2021, ISBN 3-86732-398-4.
- (DE) Sara Berger, Erwin Lewin e Sanela Schmid, Besetztes Südosteuropa und Italien, collana Die Verfolgung und Ermordung der europäischen Juden durch das nationalsozialistische Deutschland 1933-1945, vol. 14, Monaco, De Gruyter Oldenbourg, 2017, ISBN 978-31-1055-559-2.
- Sara Berger, Experten der Vernichtung. Das T4-Reinhardt-Netzwerk in den Lagern Belzec, Sobibor und Treblinka, Amburgo, Hamburger Ed., 2013, ISBN 978-38-6854-268-4.
- Sara Berger e Marcello Pezzetti, Erinnerungsräume in Italien - Dachauer Heft 25 - Comité International Dachau, 2009.

### Curatele
- Sara Berger e altri 11 scrittori e cura di Sara Berger, I signori del terrore polizia nazista e persecuzione antiebraica in Italia (1943-1945), Verona, Cierre edizioni, 2016, ISBN 978-88-8314-799-9.
- Gualtiero Cividalli a cura di Sara Berger, Lettere e pagine di diario, Firenze, Giuntina, 2016, ISBN 978-88-8057-634-1.

### Curatele mostre sulla Shoah
- Trieste 2023 - 2024. Risiera di San Sabba. La Berger è curatrice insieme a Marcello Pezzetti della Mostra fotografica "Destinazione Lager". Il 7 dicembre 1943 partì da Trieste il primo di altri convogli di deportati ebrei diretti ad Auschwitz che si unì al treno partito dal binario 21 di Milano Centrale. Mostra dal 7 dicembre 2023 al 9 giugno 2024[14][15]

## Premi
- 2012 premio Wilhelm Hollenberg della Ruhr-Universität Bochum
- 2015 Sybil Halpern Milton Memorial Book Prize dalla German Studies Association[1]